# Motičnjak
Motičnjak je umjetno jezero u Hrvatskoj. Nalazi se u Varaždinskoj županiji, u blizini Trnovca Bartolovečkog, Varaždina i Varaždinskog jezera. Površina iznosi 0,376 km². Nastalo je eksploatacijom aluvijalnih nanosa šljunka. U jezeru nalazi se športsko-rekreacijski centar Aquacity. Ljeti se jezero koristi za rekreaciju, turizam i ribolov, u zimi je prebivalište ptica selica.